# Trần Đình Thành
Trần Đình Thành (sinh 1955) là đại biểu Quốc hội Việt Nam khóa 11, thuộc đoàn đại biểu Đồng Nai. Ông là Ủy viên Trung ương Đảng 2 khoá X, XI, Bí thư Tỉnh ủy Đồng Nai (2004 - 2015), Chủ tịch Hội đồng nhân dân tỉnh Đồng Nai. Ông là bị can, bị cáo trong vụ án tham nhũng, tiêu cực, nhận hối lộ khi mua sắm trang thiết bị y tế tại bệnh viện Đồng Nai.

## Bê bối Bệnh viện Đa khoa tỉnh Đồng Nai
Ngày 19 tháng 10 năm 2022 ông cùng với ông Đinh Quốc Thái - cựu chủ tịch UBND tỉnh Đồng Nai bị Cơ quan Cảnh sát Điều tra - Bộ Công an (C03) bắt giam vì tội nhận hối lộ. Vụ việc nằm trong quá trình mở rộng điều tra vụ án hình sự "vi phạm quy định về đấu thầu gây hậu quả nghiêm trọng" xảy ra tại Bệnh viện Đa khoa tỉnh Đồng Nai, Công ty cổ phần Tiến Bộ Quốc Tế (AIC) và các đơn vị liên quan. Chỉ riêng tại dự án Bệnh viện Đa khoa tỉnh Đồng Nai, bà Nhàn đã trực tiếp và chỉ đạo cấp dưới đưa hối lộ cho ông Thành 14,5 tỉ đồng. Việc đưa hối lộ của bà Nhàn diễn ra từ năm 2010 đến tận năm 2021.
Tháng 12 năm 2022, ông Phan Huy Anh Vũ (55 tuổi, cựu giám đốc Bệnh viện Đồng Nai, cựu giám đốc Sở Y tế Đồng Nai)  bị Viện Kiểm sát đề nghị 9-10 năm tù về tội Nhận hối lộ và 10-11 năm tù vì tội Vi phạm quy định về đấu thầu gây hậu quả nghiêm trọng, tổng 19-21 năm tù. Ông cho rằng "có gan trời" cũng không dám chống lệnh Bí thư Tỉnh ủy Trần Đình Thành khi AIC đấu thầu.

## Kỷ luật
Chiều 30-12-2022, tại Hội nghị Trung ương bất thường, Ban Chấp hành Trung ương Đảng quyết định thi hành kỷ luật khai trừ ra khỏi Đảng với ông Trần Đình Thành, nguyên ủy viên Trung ương Đảng, nguyên bí thư Tỉnh ủy, nguyên chủ tịch HĐND tỉnh Đồng Nai.

## Tài sản
Vợ chồng ông Thành là chủ sở hữu 2 khu đất, khu thứ nhất có diện tích gần 4,3 nghìn m2, liền kề bên là khu thứ 2 với trên 2,1 nghìn m2, có 3 mặt tiền ngay tại TP Biên Hòa. Ngoài ra, họ còn có một ngôi biệt thự khác nằm ở trung tâm TP. Biên Hòa, cạnh đường Đồng Khởi, trục đường trung tâm.